# Pierre Forsans
Pour le maire de Bayonne, voir Georges Forsans.
Pierre Forsans est un homme politique français né le 1er septembre 1853 à Bonnut (Pyrénées-Atlantiques) et décédé le 16 novembre 1919 à Biarritz (Pyrénées-Atlantiques)

## Biographie
Né le 1er septembre 1853 dans une famille modeste à Bonnut, de Jean Forsans, tourneur sur bois et de Catherine Forsans.
Apprenti serrurier à Dax, il intègre l'École des Arts et Métiers d'Angers et en sort ingénieur avec les honneurs à 20 ans.
Après un court passage aux Salines de Dax, il rejoint finalement les Chemins de Fer de Biarritz-Bayonne en qualité d'ingénieur de la voie B-A-B. Ses qualités de technicien et d'administrateur le font nommer directeur après le départ de M. Ardoin. 
Il se marie à Marie Léocadie Emma Richomme (1855-1932) le 23 octobre 1882. Le couple demeure sans enfant. 
Il est élu maire de Biarritz en 1904, conseiller général et sénateur des Basses-Pyrénées en 1909, postes qu'il occupe jusqu'à sa mort en 1919.

## Vie politique
Dès 1880, Pierre Forsans fait partie du Comité républicain et siège comme conseiller municipal de Biarritz dès 1888. Jusqu'en 1904, il participe comme adjoint du Dr. Augey et de M. Moureu à la réorganisation du parti républicain local, à la suite de l'échec des élections municipales de 1885. 
En 1904, il est élu maire de Biarritz. Il est le moteur du développement de la ville et du BAB à cette époque.

Il est notamment à l'origine de l'aménagement du boulevard de la Plage, de la création du jardin public à la Parisienne sur les anciens terrains Jaulerry et, face au nouveau jardin, de la construction de la gare du Midi et de la liaison ferroviaire entre le cœur de ville et la gare de Biarritz-La Négresse. Il est aussi l'acteur principal de l'achat des sept hectares du plateau du domaine Aguiléra pour la mairie et le rassembleur des deux clubs de rugby biarrots - Biarritz Stade et Biarritz Sporting Club - en 1913, date de fondation du Biarritz olympique.

« L'œuvre municipale, était sa grande préoccupation; il administrait sa ville avec un soin jaloux, une attention éclairée, une connaissance parfaite des moindres affaires; mais, fervent républicain, il était loin de se désintéresser de ce qui se passait en dehors, et comprenant l'intérêt qu'il pouvait y avoir pour la ville elle-même à ce que son maire étendit son influence, il se fait élire au Conseil général quand Biarritz est érigé en canton et un peu plus tard, en 1909, les délégués sénatoriaux l'envoient siéger au Palais du Luxembourg. »

— Dr Gallard, 1er adjoint au maire de Biarritz en 1919.
Il devient sénateur des Basses-Pyrénées en 1909 — inscrit au groupe de l'Union républicaine — et fait partie de plusieurs commissions, notamment celle des travaux publics.

## Le jardin public Pierre-Forsans et la réapparition du buste
Le lundi 16 mai 1932, la ville honore Pierre Forsans en renommant le jardin qu'il avait créé face à la gare du Midi jardin public Pierre-Forsans, nom que le square porte encore aujourd'hui.
À cette occasion, est installée une stèle surmontée d'un buste en bronze réalisé par l'artiste béarnais Ernest Gabard. Le buste en bronze disparait pendant la Seconde Guerre mondiale, volé et fondu par l'occupant allemand. 
Une des branches de la famille Forsans possédant toujours un buste en marbre du sénateur-maire, une copie de ce dernier est réalisée en 2022, grâce au soutien financier et logistique des commensaux de Biarritz. La mairie accepte de le réinstaller sur son piédestal toujours présent et qui porte encore les stigmates des bombardements et des combats. 
80 ans après sa disparition, le buste est réinstallé lors d’une cérémonie, le 30 aout 2022 en présence de Maider Arosteguy, maire de Biarritz, de Max Brisson, sénateur des Pyrénées-Atlantiques, d'élus du conseil municipal et du conseil général, de la famille Forsans et de nombreux Biarrots.